# Inn on Boltwood
El Inn on Boltwood, anteriormente conocido como Lord Jeffrey Inn, en Amherst, Massachusetts, data de 1926.
Está asociado con Amherst College a través de la propiedad de Amherst Inn Company, una afiliada de la universidad. Fue renovado en 2012 y cuenta con la Certificación LEED Plata, en parte relacionada con la inclusión de 50 pozos geotérmicos, cada uno 500 pies (152,4 m) de profundidad, proporcionando calefacción y refrigeración.
Incluye la arquitectura del Renacimiento Colonial.
El poeta Robert Frost era un invitado frecuente. Archibald MacLeish también fue un invitado. En 1954 se llevó a cabo en la propiedad una gala en honor al 80 cumpleaños de Frost.
Es miembro de los Hoteles Históricos de América.